# الاتصال الذاتي

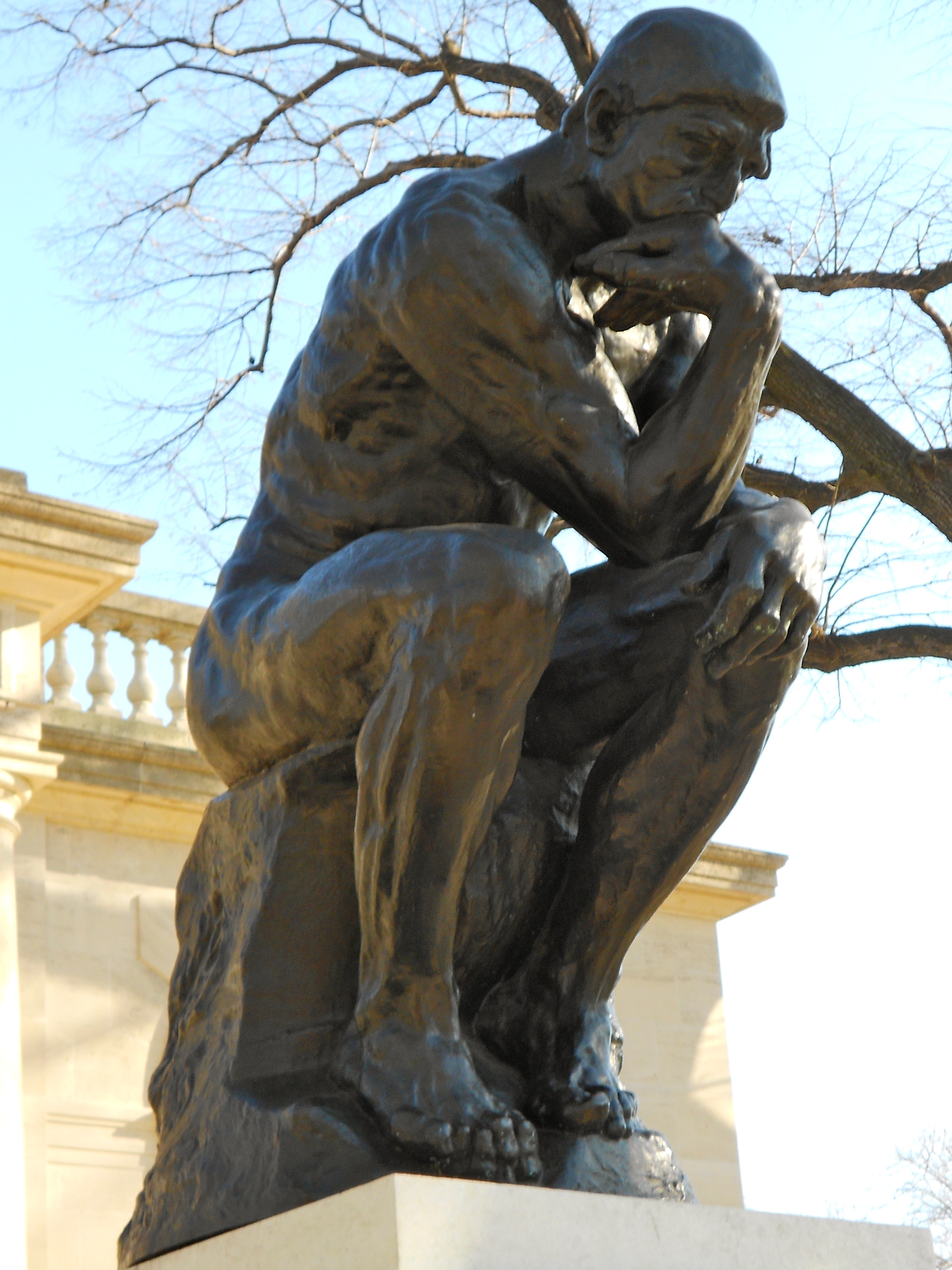
التفكير المكثف مع النفس هو شكل نموذجي من أشكال الاتصال الذاتي، كما يجسده رودان.

الاتصال الذاتي (بالإنجليزية: Intrapersonal communication) (ويُعرف أيضًا باسم الاتصال الذاتي التلقائي أو الحديث الداخلي) هو التواصل الذي يتم بين الشخص ونفسه أو الاتصال الذاتي للذات. من الأمثلة على ذلك أن يفكر الشخص مع نفسه قائلاً: "سأبلي بلاءً أفضل في المرة القادمة" بعد ارتكابه خطأ ما، أو أن يتخيل محادثة مع مديره استعدادًا لمغادرة العمل مبكرًا. يُفهم الاتصال الذاتي غالبًا على أنه تبادل للرسائل يكون المرسل والمتلقي فيهما هو نفس الشخص. يستخدم بعض المنظّرين تعريفًا أوسع يتجاوز الحسابات القائمة على الرسائل ويركز على دور المعنى ومحاولة فهم الأمور. يمكن أن يحدث الاتصال الذاتي بشكل فردي أو في مواقف اجتماعية، وقد يتم تحفيزه داخليًا أو يحدث استجابةً للتغيرات في البيئة المحيطة.
يشمل الاتصال الذاتي مجموعة واسعة من الظواهر. يتمثل النوع المركزي منه في تواصل داخلي بحت كتبادل داخل عقل الشخص نفسه. يرى بعض الباحثين أن هذا هو الشكل الوحيد للاتصال الذاتي. ومع ذلك، في معنى أوسع، هناك أيضًا أنواع من الاتصال الذاتي تتم عبر وسائل خارجية، مثل كتابة اليوميات أو إعداد قائمة تسوق لنفسك. بالنسبة للاتصال الذاتي اللفظي، تُصاغ الرسائل باستخدام لغة معينة، على عكس الأشكال غير اللفظية التي تُستخدم أحيانًا في التخيل والذاكرة. أحد الفروق بين الأشكال اللفظية الداخلية هو بين "الحديث الذاتي" و"الحوار الداخلي". الحديث الذاتي يتضمن صوتًا واحدًا يتحدث مع نفسه، بينما في الحوار الداخلي، تتبادل عدة أصوات مرتبطة بمواقف مختلفة الأدوار في شكل تفاعل تخيلي. تشمل الظواهر الأخرى المرتبطة بالاتصال الذاتي التخطيط، حل المشكلات، الإدراك، التفكير المنطقي، الإقناع الذاتي، التأمل الداخلي، والأحلام.
تناقش نماذج الاتصال الذاتي المكونات المشاركة فيه وكيفية تفاعلها. ترى العديد من النماذج أن العملية تبدأ بإدراك وتفسير المحفزات الداخلية والخارجية أو الإشارات. تشمل الخطوات اللاحقة الترميز الرمزي للرسالة التي تصبح محفزًا جديدًا. تحدد بعض النماذج أن الذات نفسها هي المرسل والمستقبل، بينما يرى آخرون الذات ككيان معقد ويفهمون العملية على أنها تبادل بين أجزاء مختلفة من الذات أو بين ذوات مختلفة تنتمي إلى نفس الشخص. يتناقض الاتصال الذاتي مع الاتصال بين الأشخاص، حيث يكون المرسل والمستقبل شخصين مختلفين. يؤثر كل من الظاهرتين في الأخرى بطرق متعددة؛ فعلى سبيل المثال، تؤثر التغذية الراجعة الإيجابية والسلبية التي يتلقاها الشخص من الآخرين في طريقة حديثه مع نفسه. يشارك الاتصال الذاتي في تفسير الرسائل المستلمة من الآخرين وفي صياغة الردود. وبسبب هذا الدور، يرى بعض المنظّرين أن الاتصال الذاتي هو أساس جميع أشكال الاتصال، ولكن هذا الرأي لا يحظى بقبول عام، وهناك بديل يتمثل في اعتبار الاتصال الذاتي نسخة داخلية من الاتصال بين الأشخاص.
نظرًا لوظائفه المتعددة وتأثيراته، يُفهم الاتصال الذاتي عادةً على أنه ظاهرة نفسية مهمة. يلعب دورًا رئيسيًا في الصحة النفسية، خاصة فيما يتعلق بالحديث الذاتي الإيجابي والسلبي. يركز الحديث الذاتي السلبي على الجوانب السلبية للذات، وأحيانًا بطريقة مفرطة في النقد. يرتبط هذا النوع من الحديث الذاتي بالضغط النفسي، القلق، والاكتئاب. من الخطوات المرتبطة عادةً بمواجهة الحديث الذاتي السلبي هو أن يصبح الشخص واعيًا بأنماط التفكير السلبية. وتشمل الخطوات اللاحقة تحدي صحة الأحكام المفرطة في النقد وتعزيز أنماط التفكير الإيجابية. ذات صلة خاصة بهذا الشأن هو مفهوم الذات، أي كيف يرى الشخص نفسه، وبشكل محدد احترام الذات أو كيفية تقييمه لقدراته وخصائصه. لم يتم بحث الاتصال الذاتي بقدر ما تم بحث أشكال الاتصال الأخرى، ويُعزى ذلك إلى عدة أسباب، منها صعوبة دراسته لأنه يحدث بشكل أساسي كعملية داخلية، وأيضًا لأن المصطلح يُستخدم غالبًا بمعنى واسع جدًا مما يجعل من الصعب تحديد الظواهر التي تندرج تحته.

## التعريف والسمات الأساسية
الاتصال الذاتي هو التواصل الذي يتم مع النفس. يحدث هذا التواصل داخل الشخص نفسه. يُعرِّف لاري باركر وغوردون وايزمان الاتصال الذاتي بأنه: "إنشاء وتشغيل وتقييم العمليات الرمزية التي تعمل أساسًا داخل النفس". تتمثل أكثر أشكاله شيوعًا في الحديث الذاتي والحوار الداخلي. على سبيل المثال، عندما يقرر موظف مغادرة العمل مبكرًا، قد يدخل في حوار داخلي من خلال استعراض التعليقات السلبية المحتملة من مديره وردوده المحتملة عليها في ذهنه. يتم أيضًا تضمين تجارب داخلية أخرى بشكل شائع، مثل التخيل، التصور الذهني، والذاكرة. وباعتباره شكلًا من أشكال الاتصال، فهو ينطوي على إرسال واستقبال الرسائل. إنه تواصل من الذات إلى الذات، بمعنى أن المرسل والمتلقي هو نفس الشخص. ويتناقض ذلك مع الاتصال بين الأشخاص، حيث يكون المرسل والمتلقي شخصين مختلفين. يتم دراسة الاتصال الذاتي ضمن حقل دراسات الاتصال.
يقيد بعض المنظرين، مثل جيمس واتسون وآن هيل، تعريف الاتصال الذاتي ليشمل فقط التجارب الداخلية أو "ما يحدث داخل رؤوسنا"، مثل الحديث مع النفس داخل العقل. لكن في معنى أوسع، يشمل أيضًا الأشكال الخارجية للاتصال الذاتي، مثل التحدث مع النفس بصوت عالٍ أثناء الكلام الخاص أو كتابة اليوميات أو إعداد قائمة تسوق.
في هذا السياق، المهم هو أن يكون المرسل والمتلقي نفس الشخص، بغض النظر عما إذا تم استخدام وسيط خارجي في العملية. يقدم بيوتر ك. أوليش وزملاؤه تصورًا مختلفًا قليلًا؛ فهم يرفضون فكرة أن المرسل والمتلقي يجب أن يكونا نفس الشخص. يستند ذلك إلى فكرة أنه يمكن للشخص إجراء حوارات تخيلية مع أشخاص آخرين، مثل صديق أو معلم أو قريب مفقود أو شخصية مشهورة. يرى أوليش وزملاؤه بدلًا من ذلك أن السمة المميزة للاتصال الذاتي هي أنه يحدث فقط في ذهن شخص واحد.
يرى بعض الباحثين أن عملية البحث عن المعلومات وتفسيرها تمثل جانبًا مركزيًا من الاتصال الذاتي. ينطبق ذلك تحديدًا على المونولوجات الداخلية والتأملات حول الذات والآخرين والبيئة المحيطة. يؤكد فرانك جيه. ماكي ودين بارنلوند أن التبادل الميكانيكي للرسائل ليس كافيًا، وأن الاتصال الذاتي يتعلق بالمعنى ومحاولة فهم الأمور. وفي هذا الصدد، يمكن التمييز بين الاتصال الذاتي والاتصال داخل العضوي، الذي يحدث على مستوى أدنى من الشخصي كتبادل للمعلومات بين الأعضاء أو الخلايا.
لا يشترط في الاتصال الذاتي أن يكون معزولًا عن التأثيرات الخارجية، وغالبًا ما يحدث كرد فعل لها. على سبيل المثال، قد يؤدي سماع مقطوعة موسيقية مألوفة إلى إثارة الذكريات التي تقود إلى حوار داخلي مع الذوات السابقة. وبطريقة مشابهة، لا يقتصر الاتصال الذاتي على الحالات التي يكون فيها الشخص بمفرده، بل يحدث أيضًا في المواقف الاجتماعية وقد يحدث بالتزامن مع الاتصال بين الأشخاص. يظهر ذلك، على سبيل المثال، عند تفسير ما قاله شخص آخر وعند صياغة رد قبل نطقه. يرى بعض المنظرين، مثل ماري جيه. فارلي، أن الاتصال الذاتي جزء أساسي من كل أشكال الاتصال، وبالتالي فإنه يرافق دائمًا الاتصال بين الأشخاص.
في سياق المؤسسات، يُستخدم أحيانًا مصطلح "الاتصال التلقائي" كمرادف. يُستخدم هذا المصطلح لوصف الاتصال الذاتي في بيئة العمل. على سبيل المثال، يُستخدم الاتصال التلقائي المتزامن عند طمأنة النفس ذهنيًا أو صياغة خطاب. أما الاتصال التلقائي غير المتزامن، فيتخذ شكل التذكيرات أو اليوميات. يُستخدم هذا المصطلح أيضًا أحيانًا في علم العلامات.

## الأنواع

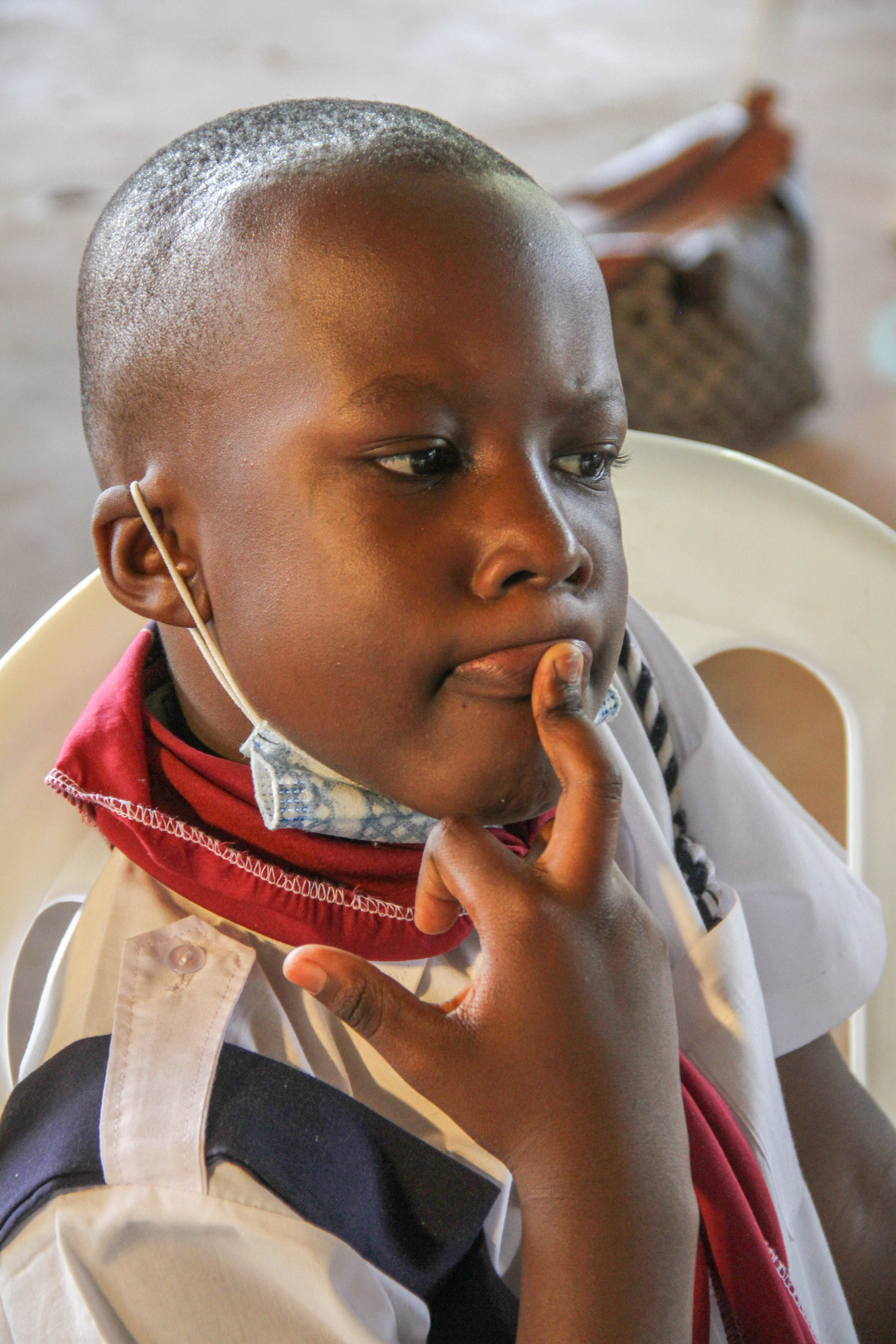

تحدث أكثر أشكال الاتصال الذاتي شيوعًا داخليًا، مثل التفكير وأحلام اليقظة (الصورة العلوية). ومع ذلك، تستخدم بعض الأشكال وسيطًا خارجيًا، مثل تدوين الملاحظات في المدرسة أو كتابة قائمة تسوق للنفس (الصورة السفلية).

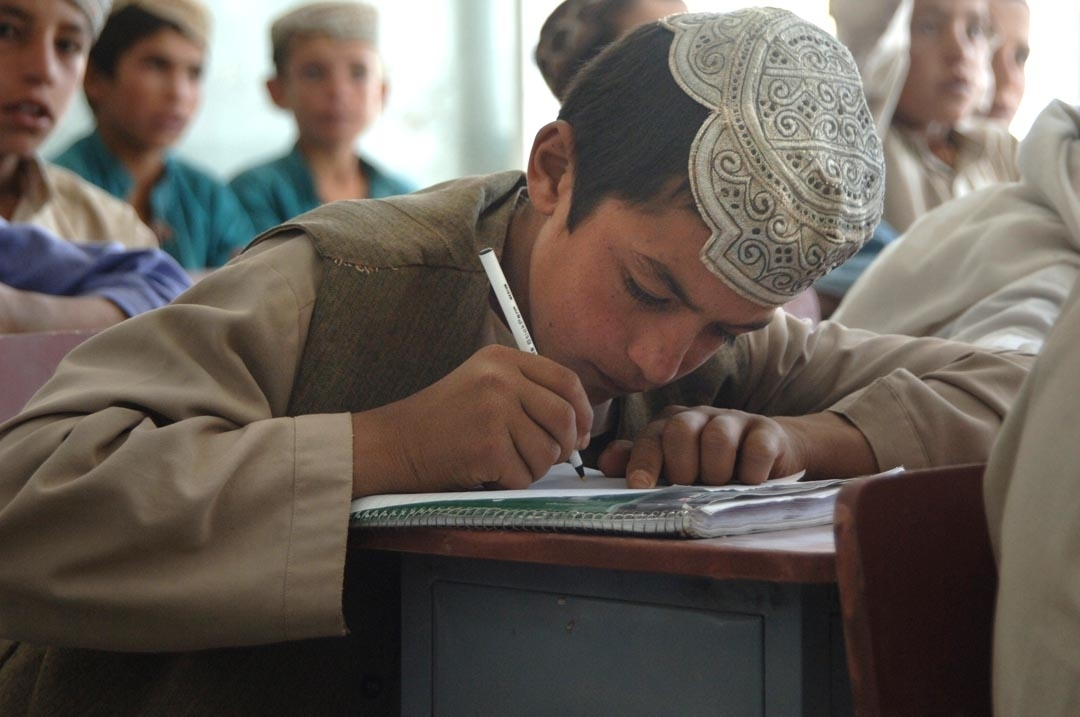

يتم التمييز بين أنواع مختلفة من الاتصال الذاتي في الأدبيات الأكاديمية. غالبًا ما يُستخدم المصطلح بمعنى واسع جدًا ويشمل العديد من الظواهر. يتمثل التمييز المركزي في ما إذا كان التبادل يحدث داخليًا بشكل بحت أو يتم عبر وسائل خارجية. يُعد النوع الداخلي هو الشكل الأكثر نقاشًا؛ إذ يحدث في ذهن الشخص دون التعبير عن الرسالة خارجيًا. يشمل هذا العمليات الذهنية مثل التفكير، والتأمل، والانغماس في الذات. ومع ذلك، هناك أيضًا أشكال خارجية من الاتصال الذاتي، مثل التحدث مع النفس بصوت عالٍ في شكل الكلام الخاص. ومن الأمثلة الأخرى تدوين الملاحظات في المدرسة، كتابة اليوميات، إعداد قائمة تسوق، الصلاة، أو إلقاء قصيدة. يتميز الاتصال الذاتي الخارجي أيضًا بأن المرسل والمتلقي هو نفس الشخص، لكن الفرق هو أنه يتم استخدام وسيط خارجي للتعبير عن الرسالة.
يركز تمييز آخر على دور اللغة. تتعلق معظم المناقشات في الأدبيات الأكاديمية بالاتصال الذاتي اللفظي، مثل الحديث الذاتي والحوار الداخلي. وتتمثل سمته الأساسية في أن الرسائل يتم التعبير عنها باستخدام نظام ترميز رمزي في شكل لغة. ويتناقض ذلك مع الأشكال غير اللفظية مثل بعض أشكال التخيل، والتصور الذهني، أو الذاكرة. في هذا السياق، يمكن استخدام الاتصال الذاتي، على سبيل المثال، لاستكشاف كيف ستبدو قطعة موسيقية أو كيفية استكمال لوحة فنية.
من بين الأشكال اللفظية الداخلية للاتصال الذاتي، يُناقش كثيرًا التمييز بين الحديث الذاتي والحوار الداخلي. في حالة الحوار الداخلي، يتم النظر في موقفين أو أكثر ويحدث التبادل من خلال مقارنتها. يحدث ذلك عادةً في شكل أصوات مختلفة تتناوب في الدفاع عن موقفها. يمكن تصور ذلك بشكل مماثل للاتصال بين الأشخاص كتبادل بين مواضيع أو ذوات أو مواقف "أنا" داخل نفس الشخص. على سبيل المثال، عند مواجهة قرار صعب، قد يجادل جزء من الشخص لصالح خيار معين بينما يفضل جزء آخر خيارًا مختلفًا. يمكن أن يأخذ الحوار الداخلي أيضًا شكل تبادل مع شريك متخيل، كما يحدث عند توقع مناقشة مع الزوج/ة أو أثناء محادثات خيالية مع شخصيات مشهورة أو أقارب مفقودين. أما الحديث الذاتي أو المونولوج الداخلي، فلا يوجد فيه انقسام بين مواقف مختلفة؛ بل هو خطاب موجه إلى الذات، كما يحدث عند التعليق على الأداء الشخصي أو إخبار النفس بـ "حاول مرة أخرى". يمكن أن يكون الحديث الذاتي إيجابيًا أو سلبيًا حسب تقييم الشخص لنفسه. على سبيل المثال، بعد الرسوب في امتحان، قد ينخرط الطالب في حديث سلبي مع النفس قائلًا: "أنا غبي جدًا"، أو في حديث إيجابي مثل: "لا تقلق" أو "سأبذل جهدًا أكبر في المرة القادمة".
هناك العديد من الفروق بين الحديث الذاتي والحوار الداخلي. عادةً ما يكون الحوار الداخلي أكثر تعقيدًا؛ إذ يمكن استخدامه لمحاكاة المواقف الاجتماعية وفحص موضوع من زوايا مختلفة. غالبًا ما يكون هدفه هو استكشاف الفروق بين وجهات النظر المتعارضة، لفهم المواقف الغريبة، ودمج وجهات النظر المختلفة. كما يلعب دورًا مركزيًا في بناء الهوية وتنظيم الذات. من وظائف الحديث الذاتي تنظيم الذات. وتشمل الوظائف الأخرى التباعد الذاتي، والتحفيز، وتقييم الذات، والتأمل. غالبًا ما يحدث الحديث الذاتي كرد فعل أو استعداد لمواقف معينة. يمكن أن يساعد الشخص على إعداد رد مناسب. وقد يُستخدم أيضًا لتنظيم العواطف والتكيف مع التجارب غير السارة وكذلك مراقبة النفس. الحديث الذاتي والحوار الداخلي هما ظاهرتان متميزتان، لكن يمكن أن يتحولا بسرعة من أحدهما إلى الآخر. على سبيل المثال، قد يبدأ الاتصال الذاتي كحديث ذاتي ثم يتطور إلى حوار داخلي مع ازدياد عدد المواقف المطروحة.
يرتبط الاتصال الذاتي بمجموعة واسعة من الظواهر. وتشمل هذه التخطيط، وحل المشكلات، وحل النزاعات الداخلية، وكذلك الأحكام حول النفس والآخرين. تشمل الأشكال الأخرى الإدراك والفهم بالإضافة إلى التصور والتفسير للإشارات البيئية. ومن الظواهر الأخرى معالجة البيانات مثل استنتاج النتائج، والتفكير، والإقناع الذاتي، وكذلك الذاكرة، والاستبطان، والأحلام، والتخيل، والشعور.

## النماذج
تم اقتراح نماذج مختلفة للاتصال تهدف إلى تقديم نظرة مبسطة على عملية الاتصال من خلال إظهار مكوناتها الرئيسية وكيفية تفاعلها. تركز معظم هذه النماذج بشكل أساسي على الاتصال بين الأشخاص، ولكن تم صياغة بعضها خصيصًا مع مراعاة الاتصال الذاتي.

يفهم باركر ووايزمان الاتصال الذاتي كعملية معقدة تنطوي على تفاعل عناصر مختلفة.

يشرح باركر ووايزمان الاتصال الذاتي كعملية معقدة تنطوي على تفاعل عناصر مختلفة. وفقًا للنموذج الذي اقترحه باركر ووايزمان عام 1966، يبدأ الاتصال الذاتي باستقبال المنبهات الخارجية والداخلية التي تحمل معلومات. تنتمي المنبهات الخارجية إلى الحواس وتوفر عادةً معلومات حول البيئة. وتشمل المنبهات الداخلية مجموعة واسعة من الانطباعات، سواء المتعلقة بحالة الجسد مثل الألم، أو التي تشمل المشاعر.
في نموذج باركر-وايزمان، تركز خطوة مبكرة من الاتصال الذاتي على تصنيف هذه المنبهات. في هذه العملية، يتم تصفية العديد من المنبهات الأضعف قبل أن تصل إلى المستوى الواعي، ومع ذلك قد تؤثر هذه المنبهات على الاتصال رغم ذلك. تتم أيضًا عملية موازية تجمع بين المنبهات المتبقية حسب درجة إلحاحها، بالتزامن مع محاولات لإرفاق معنى رمزي لها كشكل من أشكال فك الشيفرة. تتأثر كيفية حدوث هذه العمليات بعوامل مثل الخلفية الاجتماعية للمُرسل وبيئته الحالية. بعد عملية فك الشيفرة الرمزية، تحدث عملية التفكير على شكل تنظيم المعلومات، والتخطيط، واقتراح الرسائل. كخطوة أخيرة، يتم ترميز الأفكار المتصورة في شكل رمزي ويتم التعبير عنها باستخدام الكلمات أو الإيماءات أو الحركات. يمكن أن تحدث هذه العملية فورًا بعد التفكير أو بعد فترة من الزمن. ينتج عن ذلك توليد وإرسال المزيد من المنبهات، سواء كانت داخلية بحتة أو خارجية أيضًا. تعمل المنبهات الناتجة كحلقة تغذية راجعة تؤدي إلى استقبالها وتفسيرها من جديد. وبهذا المعنى، يكون نفس الشخص هو المرسل والمستقبل للرسائل. تتيح التغذية الراجعة للمتواصل مراقبة الرسائل وتصحيحها.
اقترح دين بارنلوند نموذجًا آخر للاتصال عام 1970. يهدف هذا النموذج إلى تقديم وصف للاتصال يشمل جانبيه بين الأشخاص وداخل الذات. لا يحدد بارنلوند الاتصال على أنه مجرد نقل للرسائل بل باعتباره إنتاجًا للمعنى استجابةً للمنبهات الداخلية والخارجية. بالنسبة له، الاتصال الذاتي هو الحالة الأبسط نظرًا لتورط شخص واحد فقط. يدرك هذا الشخص الإشارات الخاصة، مثل الأفكار والمشاعر الداخلية، والإشارات العامة التي تنبع من البيئة، والإشارات السلوكية في شكل سلوكياته الخاصة. جزء من الاتصال هو عملية فك الشيفرة وتفسير هذه الإشارات بهدف فهمها وتقليل حالة عدم اليقين. ويرافق ذلك نشاط ترميز الردود السلوكية على الإشارات. تحدث هاتان العمليتان بشكل متزامن وتؤثران على بعضهما البعض.
تتبع شيلا ستاينبرغ جرايم بيرتون وريتشارد ديمبلي في فهم الاتصال الذاتي كعملية تتضمن خمسة عناصر: فك الشيفرة، التكامل، الذاكرة، المجموعات الإدراكية، والترميز. يتمثل فك الشيفرة في فهم الرسائل، بينما يقوم التكامل بوضع القطع الفردية للمعلومات المستخرجة بهذه الطريقة في علاقات مع بعضها البعض من خلال عمليات مثل المقارنة والمقابلة. تخزن الذاكرة المعلومات المستلمة مسبقًا، وتكون ذات صلة خاصة بالاتصال الذاتي هي المفاهيم التي يحملها الفرد عن نفسه وكيفية ارتباط المعلومات الجديدة بها. أما المجموعات الإدراكية فهي طرق متجذرة لتنظيم هذه المعلومات وتقييمها، على سبيل المثال كيفية تصور السمات الأنثوية والذكورية. الترميز هو الخطوة الأخيرة التي يتم فيها التعبير عن المعنى الذي تمت معالجته في الخطوات السابقة في شكل رمزي كرسالة يتم إرسالها إلى الذات.
يركز العديد من المنظرين على مفهوم الذات في الاتصال الذاتي. هناك مجموعة متنوعة من التعريفات، لكن يتفق الكثيرون على أن الذات كيان فريد لكل فرد، أي غير مشترك بين الأفراد. يفهم بعض المنظرين الاتصال الذاتي على أنه علاقة الذات بذاتها نفسها. يرى آخرون أن الذات كيان معقد يتكون من أجزاء مختلفة ويحللون التبادل على أنه تفاعل بين هذه الأجزاء. وهناك مقاربة ذات صلة وثيقة تتحدث ليس عن أجزاء متميزة لذات واحدة بل عن ذوات مختلفة داخل نفس الشخص، مثل الذات العاطفية، الذات الفكرية، أو الذات الجسدية. وفقًا لهذه الآراء، يُفهم الاتصال الذاتي بشكل مماثل للاتصال بين الأشخاص كتبادل بين أجزاء أو ذوات مختلفة. في كلتا الحالتين، تلعب العلاقات الذاتية دورًا مركزيًا؛ إذ تتعلق بكيفية ارتباط الشخص بنفسه، على سبيل المثال، كيف يرى نفسه ومن يطمح أن يكون. لا يمكن ملاحظة العلاقات الذاتية بشكل مباشر، بل يجب استنتاجها استنادًا إلى تغييرات أخرى يمكن إدراكها. على سبيل المثال، يمكن استخلاص استنتاجات حول تقدير الذات لشخص ما استنادًا إلى ما إذا كان يرد على مجاملة بالتفاخر أو بالتقليل من شأنها.

## نظرة مبسطة
يركز الاتصال الذاتي على كيفية معاملة الشخص للأفكار والمشاعر داخليًا. على عكس الاتصال الشخصي (Interpersonal communication) الذي يحدث بين شخصين أو أكثر، فإن الاتصال الذاتي يحدث داخل الفرد فقط. تتضمن أشكال الاتصال الذاتي:
- التفكير الداخلي
- اتخاذ القرار
- التأمل الذاتي
- معالجة المشاعر

يُعتقد أن الاتصال الذاتي يلعب دورًا حاسمًا في التطوير الشخصي لأنه يسمح للفرد بفهم ذاته بشكل أعمق، مما يساعد على تحسين قدراته في التكيف مع المواقف المختلفة واتخاذ قرارات مدروسة.

## علم النفس
في علم النفس، يُدرس الاتصال الذاتي كجزء من العمليات الإدراكية والعاطفية. على سبيل المثال، يُستخدم مصطلح الحوار الداخلي (self-talk) لوصف الطريقة التي يتحدث بها الأشخاص مع أنفسهم داخليًا، سواء كان ذلك بطريقة إيجابية أو سلبية. أظهرت الدراسات أن الحوار الداخلي الإيجابي يمكن أن يعزز من الأداء في المهام المعقدة، بينما يمكن أن يكون للحوار الداخلي السلبي آثار ضارة على الصحة النفسية.

## أمثلة
- طالب يراجع دروسه بصوت داخلي لتحسين الفهم.
- رياضي يستخدم عبارات تحفيزية داخلية قبل المنافسة.
- شخص يفكر بعمق في قرار مهم قبل اتخاذه.